# 2台のピアノのためのソナタ (プーランク)
2台のピアノのためのソナタ（2だいのピアノのためのソナタ）FP156 は、フランシス・プーランクが1953年に作曲した2台のピアノのためのソナタ。

## 概要
曲のスケッチは1952年から進められており、1953年の春に完成に至った。1955年9月17日にプーランクは作曲の経緯を次のように説明している。「作品の全体的な構造がすでに分かった状態で、『アンダンテ』から開始しました。『プロローグ』、『アレグロ・モルト』そして『エピローグ』に挟まれている、この『アンダンテ』は私にとって作品のまさに中心なのです（中略）抒情的で、深い爆発です。」アンダンテはお気に入りの画家であったアンリ・マティスの作品を意識して書かれ、プーランクが特に好んだ楽章だった。初演は1953年11月2日にロンドンのウィグモア・ホールで行われた。曲はマックス・エシックによって出版され、アメリカでピアノ・デュオを組んでいたアーサー・ゴールドとロバート・フィッツデールに「賞賛と同じだけの友情をもって」献呈された。この両名は長らくプーランクの2台のピアノのための協奏曲を擁護していた。
プーランク自身は50代の頃にインタビューに答える中で、自作のピアノ作品の一部に厳しい評価を向けていた。一方で2台のピアノのための協奏曲には好意的で、また本作の名声もよく認識していた。事実、この作品は構成と悲劇的な感情の両面から作曲者の作品中でも屈指の堅牢さを見せ、2台のピアノのための作品として標準的なレパートリーとなっている。曲中には農村の教会を想わせるような、穏やかな鐘の音の模倣が数多く取り入れられている。

## 楽曲構成
第1楽章 "PROLOGUE" Extrêmement lent et calme
プーランク自身は次のように説明している。「第1楽章は古典的ソナタのように構想されたものではなく、純然たるプロローグです。2つ目の主題であるaniméは単なるリズム進行で - ハ長調のextrêmement lent - 中間部を形作るその旋律の抒情性を引き立てることを意図しています。」落ち着いたテンポで開始し、まもなく速度を上げる。中央に置かれる部分は最初のテンポに戻り、静かに対比を生み出す。鐘の音に導かれてコーダに入り、静かに楽章に幕が下ろされる。
第2楽章 "ALLEGRO MOLTO" Très rythmé
「アレグロ・モルトはスケルツォで、特に重点があるのは中心部分のextraordinairement paisibleです。」和音の連打に乗って主題が勢い良く出される。複数のエピソードを織り込みつつ精力的に進行し、トリオに入っていく。トリオでは緩やかに軽くなり、執拗な前打音に伴われた音楽となる。スケルツォが回帰し、両奏者の強打によって締めくくられる。
第3楽章 "ANDANTE LYRICO" Lentment
鐘の音を想起させるコラールによって開始する。続いてスタッカートが伴奏する穏やかな主題が提示される。中間部は静かに開始するも次第に盛り上がり、厚みのある重音による頂点へと至る。その後落ち着きを取り戻すとスタッカート伴奏の主題も再現し、静寂とともに楽章を閉じる。
第4楽章 "EPILOGUE" Allegro giocoso
「エピローグは厳密な意味ではフィナーレではありませんが、瑞々しい主題に続いて他の3つの楽章の再現が行われます。」プーランクの多楽章制の作品に典型的な、活発な終楽章となっている。推進力のある主題に開始し、各種のエピソードと交代しながら進んでいく。第1楽章の主題などの明確な再現を経て、最後は楽章冒頭の主題が短く現れて全曲に終止符を打つ。